# Montecarmelo
Montecarmelo es un área residencial dividida entre los barrios de El Goloso y Mirasierra, en el distrito de Fuencarral-El Pardo de la ciudad de Madrid (España).
El barrio tiene forma alargada y arriñonada, con avenidas longitudinales y calles transversales que hacen referencia a diferentes monasterios de España. 
Limita al norte con la intersección de la autovía de circunvalación M-40 y la carretera M-607 (al otro lado de la carretera de Colmenar Viejo se encuentra el barrio de El Goloso), al sur con el barrio de Mirasierra dividido por las vías de tren (comparten dos calles ya que la parte final de la calle Monasterio de Las Huelgas y el comienzo de la avenida Monasterio de Silos se encuentran en Mirasierra) y la M-612 (carretera de El Pardo a Fuencarral) en la parte del barrio más cercana al Monte de El Pardo, al este con la M-607 (la carretera divide al barrio con las zonas de Tres Olivos y Fuencarral) y la M-603 (la carretera de Fuencarral a Alcobendas conecta con la parte norte del barrio de Las Tablas), y al oeste con la autovía M-40.

## Historia
El barrio surgió como un Programa de Actuación Urbanística (PAU) a raíz de la elaboración del Plan General de Ordenación Urbana de 1997 del Municipio de Madrid. Las primeras viviendas fueron finalizadas en 2002-2003.

## Nombre
El nombre de este barrio deriva de un arroyo cercano, denominado Monte Carmelo. Este arroyo nace en las proximidades de la cercana ermita de Nuestra Señora de Valverde (patrona de Fuencarral) y discurre por el otro lado de la vecina autovía M-40. A partir de la zona de Pitis discurre soterrado y se le unen otras corrientes de agua menores, siendo conocido como Arroyo del Fresno, desembocando finalmente en el río Manzanares, junto al nudo que une la autovía M-30 con la M-40 y la Carretera de El Pardo.

## Educación
- Escuela infantil pública de la Comunidad de Madrid Sol Solito
- Escuela infantil pública municipal Montecarmelo
- Dos colegios públicos de primaria, Infanta Leonor y Antonio Fontán
- Colegio Alemán de Madrid, anteriormente situado en la calle de Concha Espina, inaugurado en 2015[2]
- Colegio concertado-privado Santa María la Blanca
- Instituto de Educación Secundaria Blanca Fernández Ochoa

## Infraestructuras
- Anillo Verde Ciclista
- Parques con zona infantil
- Cementerio de Fuencarral
- Santuario de Nuestra Señora de Valverde

## Transportes

### Autobuses urbanos
Las líneas 134 y 178 atraviesan el barrio, uniéndolo a la Plaza de Castilla. Además, la línea 134 también une el barrio con Mirasierra y Barrio del Pilar, mientras que el 178 va de forma semidirecta con una parada en el hospital Ramón y Cajal. La línea 170 une Arroyo del Fresno, Las Tablas y Sanchinarro atravesando también el barrio. De noche da servicio la línea N23, que lo une con la Plaza de Cibeles. Los domingos y festivos, la línea SE704 comunica Plaza Castilla con el cementerio de Fuencarral, situado en el barrio, pasando por la Avenida Montecarmelo.

### Autobuses interurbanos
Las líneas 712, 713, 716 y 717 (que vienen desde Tres Cantos); las líneas 721 y 722 (que vienen desde Colmenar Viejo); las líneas 724 (que viene desde Manzanares el Real y El Boalo), 725 (que viene desde Miraflores de la Sierra, Bustarviejo y Valdemanco) y 726 (que viene desde Guadalix de la Sierra y Navalafuente) paran en la M-607 a la altura del sureste del barrio. Además, en dicha parada también pasan las líneas nocturnas N701 (que viene desde Tres Cantos) y N702 (que viene desde Colmenar Viejo). Además, en su día tenía otra parada que permitía coger estos buses en sentido norte, pero fue suprimida.

### Metro
- Estación de Montecarmelo: Línea 10. La estación se encuentra en el centro del barrio, en la Avenida Monasterio de Silos, e implica un cambio de andén en la estación previa (Tres Olivos) sin cambio de tarifa ni pago de ticket adicional.
- Estación de Paco de Lucía: Línea 9. Situada en la conexión entre Montecarmelo y Mirasierra, en la calle Costa Brava con Monasterio de Las Huelgas.

### Cercanías
Estación de Mirasierra - Paco de Lucía de Cercanías, situada junto a la estación de Metro homónima, en el enlace entre Montecarmelo y Mirasierra. Permite la conexión con las líneas C-7 y C-8.